# Erwin Hieger
Erwin Hieger (Viena, Austria; 8 de mayo de 1920-Hollywood, Estados Unidos; 28 de enero de 2016) fue un árbitro de fútbol austriaco naturalizado peruano.

## Trayectoria
Empezó en la Bundesliga de Austria en 1955. Se quedó a vivir ahí hasta enero de 1973, cuando se fue a los Estados Unidos.
A finales de 1961, fue suspendido por la Federación Peruana de Fútbol por anular un gol polémico al Mariscal Sucre en un empate de dos goles ante Sporting Cristal y en lo que se pasó su castigo, fue entrenador del Defensor Lima en el Campeonato Peruano de Fútbol de 1962.
En 1968 estuvo en los Juegos Olímpicos de México, precisamente en los duelos de fase de grupos entre Francia contra el anfitrión México y España frente a Japón. Antes, se hizo presente en el Preolímpico Sudamericano realizado en Colombia.